# Bram Biesterveld

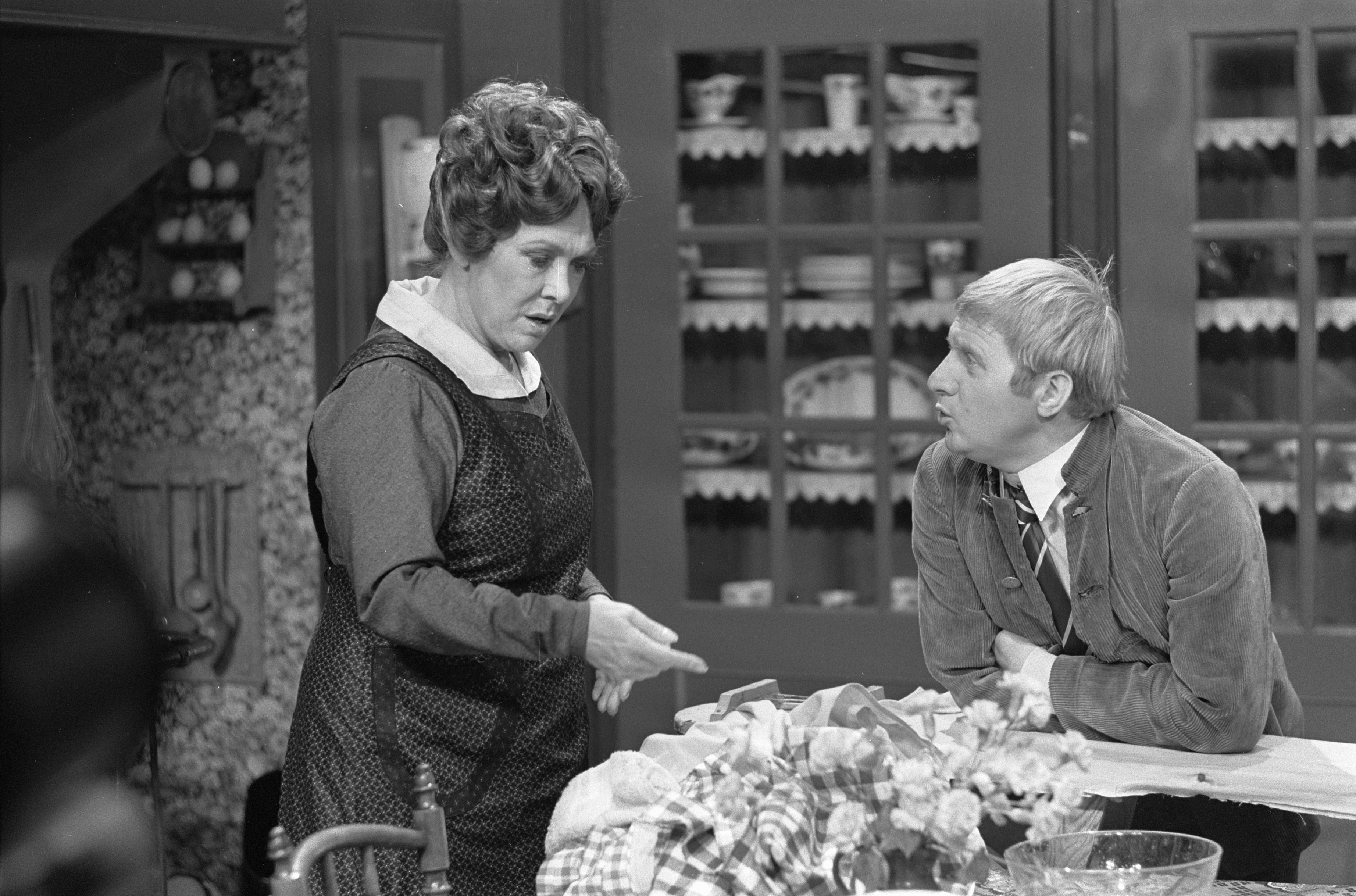
Pommetje Horlepiep met Teddy Schaank en Bram Biesterveld

Abraham Julius (Bram) Biesterveld (Amsterdam, 16 november 1938 – Haarlem, 23 maart 2025) was een Nederlands acteur.

## Loopbaan
Abraham Julius werd geboren als zoon van Antonia Johanna van Steen (1908-1975), die op 19 november 1947 in Amsterdam trouwde met de machinebankwerker Christoffel Biesterveld (1895-1960). Hij volgde in zijn jeugd een opleiding tot machinebankwerker. Hierna werkte hij bij de KLM en een technisch bureau. Aansluitend volgde hij een opleiding aan de Kleinkunstacademie, die hij echter vroegtijdig moest beëindigen wegens geldgebrek. In 1966 werd Biesterveld wel aangenomen in de Snip en Snap-revue. Na deze baan volgden andere toneelklussen, waaronder het Amsterdams Volkstoneel. Begin jaren zeventig ging hij als aangever van Joop Doderer mee op tournee. Verder werkte hij mee aan voorstellingen van het Spartheater, reclames en minimusicals.
Biesterveld brak pas echt door met zijn rol als Pommetje Horlepiep in de gelijknamige serie. Hij startte zijn eigen kindertheater en reisde met de voorstellingen Pommetje in het nauw en Bakkertje Deeg het hele land door. Biesterveld schreef ook zijn eigen onemanshow. Die werd geen succes, doordat mensen 'Pommetje' verwachtten. Nadat de serie Pommetje Horlepiep in 1979 gestopt was, speelde hij bijrollen in series als Oppassen!!! en Westenwind.
De laatste jaren van zijn leven woonde hij in een verzorgingshuis in Haarlem, waar hij in 2025 op 86-jarige leeftijd overleed.

## Filmografie
- Zwervers (korte film, 2022) - notaris Veldman
- Westenwind (televisieserie) - Bert 't Groenloo (2002-2003)
- Monsters en co. (2001) - stem Paddie
- Oppassen!!! - gastrol afl. 298 "Spoken zien"
- De orde der dingen (korte film, 1996) - leraar
- Aladdin en de Dievenkoning (animatiefilm, 1996) - stem Iago
- Filmpje! - gast in restaurant (1995)
- Iago (korte serie) - stem Iago (1995-)
- KOEKOEK! (korte film, 1995) - Otto
- De wraak van Jafar (animatiefilm, 1994) - stem Iago
- Aladdin (animatieserie) - stem Iago (1994-1995)
- Aladdin (animatiefilm, 1993) - stem Iago
- Zeg 'ns Aaa (televisieserie) - Jan Bakker (1988)
- Auf Achse (televisieserie) - politieagent Verstappen (1986)
- Een scheve schaats (televisiefilm, 1983) - Arnold Pijper
- De Fabriek (televisieserie, 1981) - arbeider
- Pommetje Horlepiep (televisieserie) - Pommetje Horlepiep (1976-1979)
- Cyrano de Bergerac (televisiefilm, 1975)
- Heb medelij, Jet! (televisiefilm, 1975) - conducteur
- De Kijkdoos (televisieserie) - Boekenbram (1974-1977)
- Het meisje met de blauwe hoed (televisieserie) - Swaneveld (1972)
- Sjakie en de chocoladefabriek (1971) - stem vader van Veruca Salt
- Zeemansvrouwen (televisiefilm, 1968) - Nelis

## Prive
Bram Biesterveld was getrouwd met Ria Biesterveld en samen hadden ze 2 kinderen. Zoon Erik Biesterveld en dochter Carina Biesterveld. 